# Makj

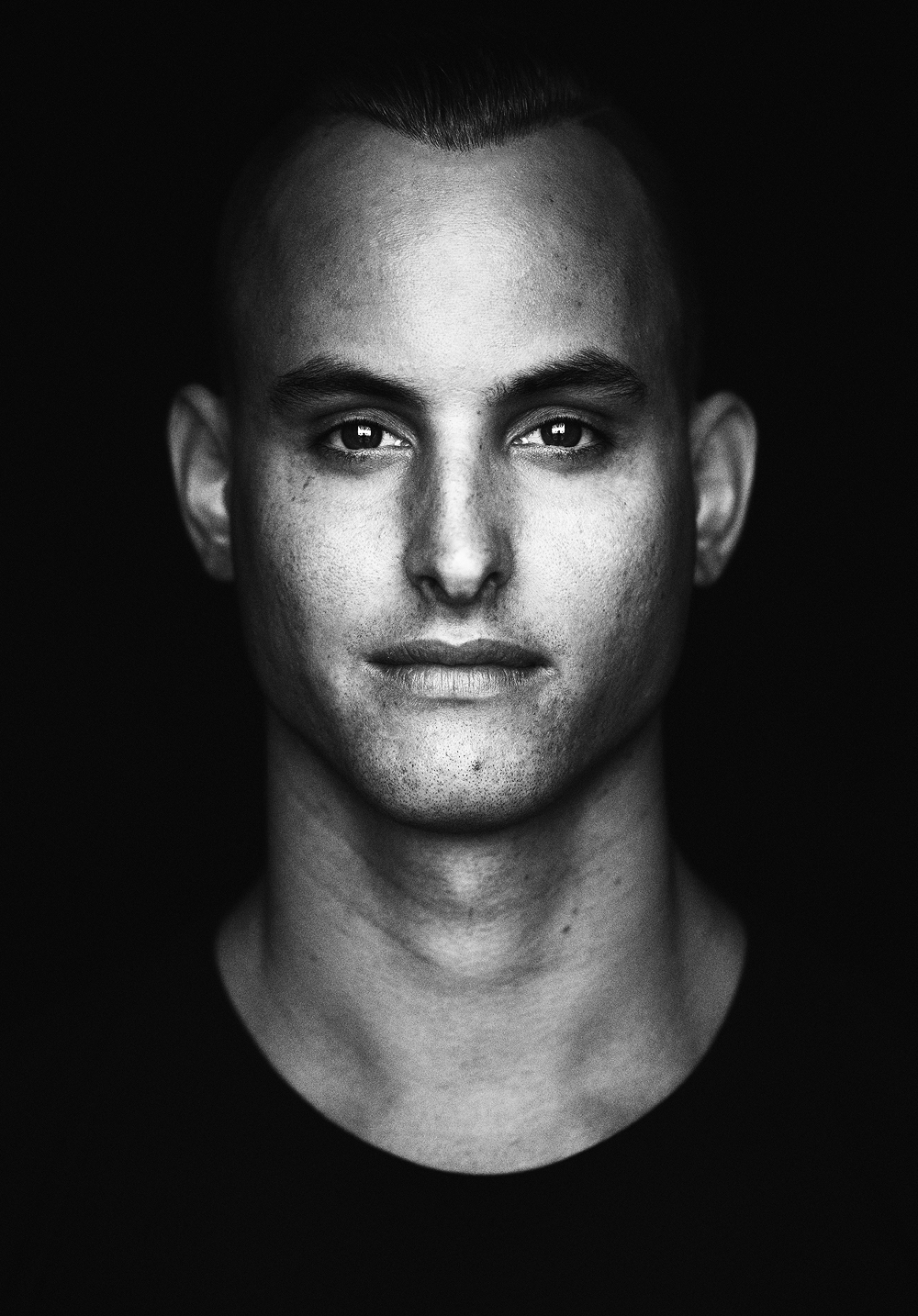
Makj (2015)

Makj (bürgerlich Mackenzie Johnson) ist ein US-amerikanischer DJ und Musikproduzent.

## Karriere
Makj begann im Alter von 15 Jahren mit dem DJing. Seit 2011 veröffentlicht er Remixe sowie Solo-Veröffentlichungen und Kollaborationen. Seine größten Erfolge konnte er zusammen mit Hardwell und Timmy Trumpet erreichen. In den letzten Jahren war Makj unter anderen beim Ultra Music Festival Miami zu sehen.

## Diskografie

### Singles

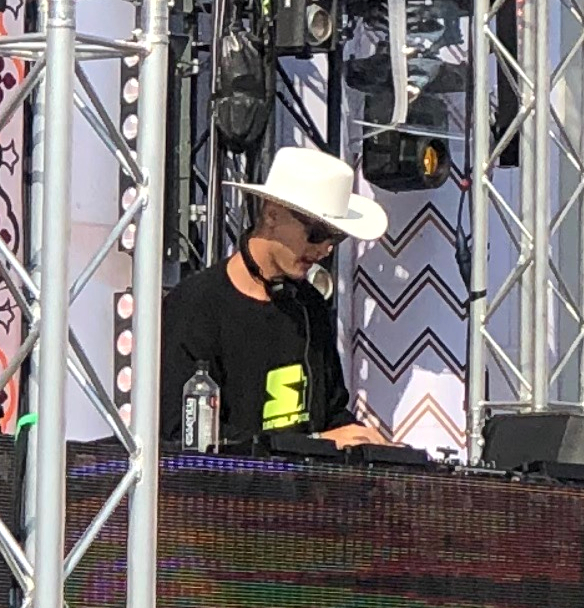
Makj beim Airbeat One (2019)

- 2011: Parallax (mit Kura und dBerrie)
- 2012: Crunch
- 2012: Croche
- 2012: Galaxy / Old Memories (mit Kura)
- 2013: Countdown (mit Hardwell)
- 2013: Conchy
- 2013: Hold Up
- 2013: Springen
- 2013: Hakaka
- 2013: Revolution (mit M35)
- 2014: GO (Showtek Edit) (mit M35)
- 2014: Generic
- 2014: Ready (mit Deorro)
- 2015: Lose Your Mind (mit Deorro)
- 2015: Ante Up (mit Deorro)
- 2015: Get Whoa (feat. Fly Boi Keno)
- 2015: On & On (mit Kenze)
- 2016: Party Till We Die (mit Timmy Trumpet feat. Andrew W. K.)
- 2017: Knock Me Down (mit Max Styler feat. Elayna Boynton)
- 2017: Space Jam (mit Michael Sparks feat. Fatman Scoop)
- 2017: 2Too Far Gone (feat. Matthew Santos)
- 2018: Muñequita Linda (Juan Magan, Makj & Deorro feat. YFN Lucci; US: Gold (Latin)[3])

## Auszeichnungen
| Jahr | Platz |
| ---- | ----- |
| 2014 | 63    |
| 2015 | 83    |